# 可汗州
可汗州，中国辽朝时设置的州。
辽太宗会同元年（938年）辽国获得后晋的妫州，辽穆宗应历年间改为可汗州，为清平军刺史，属于武定军节度使。治所在怀来县（今河北省怀来县东南）。金太祖天辅六年（1122年）金国攻克，次年废除，怀来县归属奉圣州。